# Czarna (gromada w powiecie radomskim)
Czarna – dawna gromada, czyli najmniejsza jednostka podziału terytorialnego Polskiej Rzeczypospolitej Ludowej w latach 1954–1972.
Gromady, z gromadzkimi radami narodowymi (GRN) jako organami władzy najniższego stopnia na wsi, funkcjonowały od reformy reorganizującej administrację wiejską przeprowadzonej jesienią 1954 do momentu ich zniesienia z dniem 1 stycznia 1973, tym samym wypierając organizację gminną w latach 1954–1972.
Gromadę Czarna siedzibą GRN w Czarnej (w obecnym brzmieniu Czarna Wieś) utworzono – jako jedną z 8759 gromad na obszarze Polski – w powiecie radomskim w woj. kieleckim, na mocy uchwały nr 13i/54 WRN w Kielcach z dnia 29 września 1954. W skład jednostki weszły obszary dotychczasowych gromad Czarna Wielki Młyn, Czarna Stary Dwór, Helenów, Tadeuszów i Wincentów ze zniesionej gminy Gzowice w tymże powiecie. Dla gromady ustalono 20 członków gromadzkiej rady narodowej.
1 stycznia 1969 do gromady Czarna przyłączono wsie Słupica, Cudnów i Maryno ze zniesionej gromady Słupica.
Gromada przetrwała do końca 1972 roku, czyli do kolejnej reformy gminnej.